# Chủ tịch Xô viết Tối cao Liên Xô
Chủ tịch Xô viết Tối cao Liên Xô (tiếng Nga: Председатель Верховного Совета СССР) là chức vụ cao nhất của nhà nước Liên Xô từ năm 1989 đến 1990, và một trong những chức vụ cao nhất nhà nước trong giai đoạn 1990 - 1991. Được thành lập năm 1988, dựa theo các sửa đổi Hiến pháp năm 1977 của Liên Xô, có hiệu lực vào ngày 25 tháng 5 năm 1989 kể từ khi Đại hội Đại biểu Nhân dân Liên Xô bắt đầu hoạt động.
Chủ tịch Xô viết Tối cao Liên Xô do Đại hội Đại biểu Nhân dân Liên Xô bầu ra. Chức vụ trên thực tế đã bị bãi bỏ bởi luật Liên Xô "Về các cơ quan quyền lực nhà nước và quản lý của Liên Xô trong thời kỳ quá độ" ngày 5 tháng 9 năm 1991. Tuy nhiên, những sửa đổi tương ứng đối với Hiến pháp Liên Xô đã không được thực hiện và chức vụ này tiếp tục chính thức tồn tại cho đến khi Liên Xô tan rã vào ngày 26 tháng 12 năm 1991.

## Lịch sử
Tiền thân là chức vụ Chủ tịch Đoàn Chủ tịch Xô viết Tối cao Liên Xô. Cho đến năm 1989, toàn thể Đoàn Chủ tịch Xô viết Tối cao Liên Xô được chính thức coi là nguyên thủ tập thể quốc gia, ban hành các Nghị định (do Chủ tịch và Thư ký Đoàn Chủ tịch ký) về việc bổ nhiệm miễn nhiệm các chức vụ trong Chính phủ, tặng thưởng huân huy chương, tặng thưởng danh hiệu nhà nước,... Năm 1990, liên quan đến việc thành lập Tổng thống Liên Xô, Chủ tịch Xô viết Tối cao Liên Xô bị tước tư cách là chức vụ cao nhất.
Mikhail Gorbachev, người trước đó từng là Chủ tịch Đoàn Chủ tịch, được bầu làm Chủ tịch đầu tiên của Xô viết Tối cao. Ngày 15 tháng 3 năm 1990, Gorbachev được bầu làm nguyên thủ quốc gia - Tổng thống Liên Xô, và Phó Chủ tịch Xô viết Tối cao Liên Xô Anatoly Lukyanov được bầu giữ chức vụ chủ tịch.
Sau khi thành lập chức vụ Tổng thống Liên Xô, Chủ tịch Xô viết Tối cao Liên Xô vẫn tiến hành các cuộc họp chung của các viện và một số chức năng trùng lặp với chức năng của Tổng thống Liên Xô. Điều 127.7 Hiến pháp Liên Xô quy định rằng nếu Tổng thống Liên Xô vì lý do này hay lý do khác không thể tiếp tục hoàn thành nhiệm vụ của mình, cho đến khi bầu cử Tổng thống mới của Liên Xô, quyền hạn của ông được chuyển giao cho Phó Tổng thống Liên Xô, và nếu điều này không thể thực hiện được sẽ chuyển giao tiếp cho Chủ tịch Xô viết Tối cao Liên Xô.
Vào ngày 27 tháng 12 năm 1991 "liên quan đến việc chấm dứt sự tồn tại của Liên bang Cộng hòa Xã hội chủ nghĩa Xô viết và sự hình thành Cộng đồng các quốc gia độc lập", Xô viết Tối cao Nga Xô đã quyết định chấm dứt các hoạt động đại biểu của Đại hội Đại biểu Nhân dân Liên Xô trên lãnh thổ Liên bang Nga từ ngày 2 tháng 1 năm 1992, điều này thực tế dẫn đến việc giải thể Xô viết Tối cao Liên Xô và chức vụ chủ tịch.

## Chủ tịch
Các chủ tịch của Xô viết Tối cao Liên Xô:
- Mikhail Sergeyevich Gorbachyov (25 tháng 5 năm 1989 - 15 tháng 3 năm 1990)
- Anatoly Ivanovich Lukyanov (15 tháng 3 năm 1990 - 4 tháng 9 năm 1991)
- khuyết (4 tháng 9 - 26 tháng 12 năm 1991)